# Snežana Samardžić-Marković
Snežana Samardžić-Marković, cyr. Снежана Самарџић-Марковић (ur. 10 marca 1966 w Belgradzie) – serbska polityk i urzędniczka państwowa, w latach 2007–2012 minister młodzieży i sportu.

## Życiorys
Ukończyła studia na Wydziale Filologicznym Uniwersytetu w Belgradzie. Magisterium uzyskała na Wydziale Sztuk Dramatycznych. W 2001 rozpoczęła pracę w federalnym ministerstwie spraw zagranicznych jako wicedyrektor wydziału ds. krajów sąsiednich. Następnie była zatrudniona w ambasadzie Serbii i Czarnogóry w Norwegii. W latach 2005–2007 pracowała w ministerstwie obrony, zajmując się problematyką planowania strategicznego i współpracą wojskową z innymi krajami. Była także wiceprzewodniczącą grupy roboczej, zajmującej się współpracą Serbii z NATO.
W 2006 wstąpiła do ugrupowania G17 Plus. 15 maja 2007 objęła stanowisko ministra młodzieży i sportu drugim gabinecie premiera Vojislava Koštunicy. Po wcześniejszych wyborach parlamentarnych w Serbii w 2008 rząd ten podał się do dymisji. 7 lipca 2008 w nowym gabinecie z Mirkiem Cvetkoviciem na czele Snežana Samardžić-Marković zachowała dotychczasowe stanowisko, które sprawowała do 8 lutego 2012. W międzyczasie od lutego do marca 2011 pełniła również obowiązki ministra  ds. narodowego planu inwestycji. Z rządu odeszła w związku z nominacją w strukturach Rady Europy na stanowisko dyrektora generalnego ds. demokracji.
Snežana Samardžić-Marković jest mężatką, ma dwoje dzieci.